# خانه امراله خوشرو
خانه امراله خوشرو مربوط به دوره قاجار است و در شیراز، کوچه حسینیه کردها، بن‌بست جباری واقع شده و این اثر در تاریخ ۱۰ خرداد ۱۳۸۲ با شمارهٔ ثبت ۸۷۱۲ به‌عنوان یکی از آثار ملی ایران به ثبت رسیده است.